# Zbigniew Krzywicki

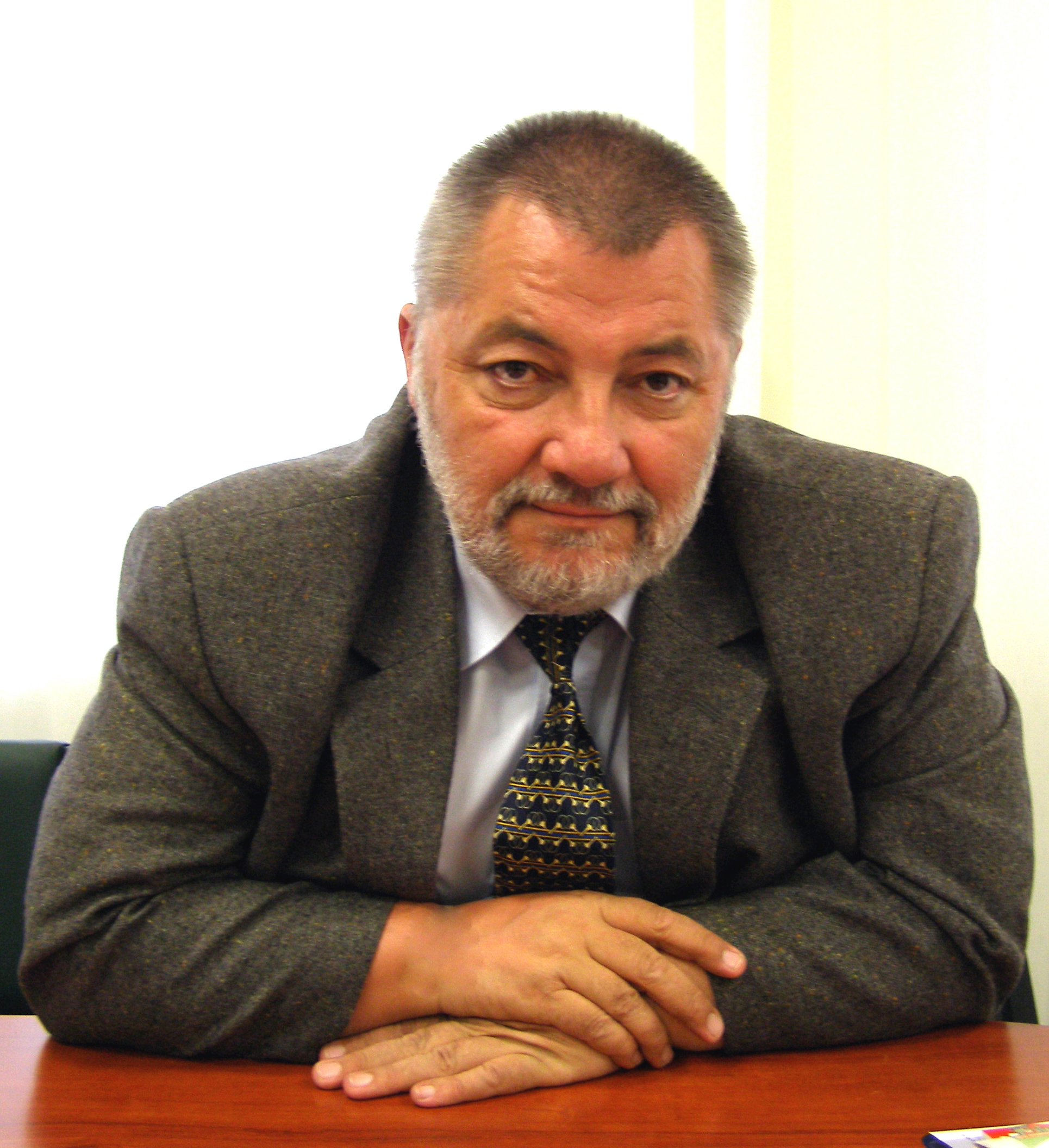
Zbigniew Karol Krzywicki

Zbigniew Karol Krzywicki (ur. 22 sierpnia 1948 w Chełmie, zm. 18 kwietnia 2015 w Białymstoku) – polski dziennikarz, samorządowiec i polityk, były przewodniczący sejmiku województwa podlaskiego (2002–2004, 2004–2006). 

## Życiorys
Syn Kazimierza i Stanisławy. Ukończył I Liceum Ogólnokształcące im. Stefana Czarnieckiego w Chełmie, a potem studia filologiczne na Uniwersytecie Marii Curie-Skłodowskiej w Lublinie. Mieszkał w Białymstoku. Pracował w Polskim Radiu i TV Białystok, redakcjach "Gazety Współczesnej", "Trybuny", "Gazety Tygodniowej", współpracował z redakcją "Przeglądu". Od 2003 prowadził własną działalność gospodarczą. Był instruktorem harcerskim, ratownikiem WOPR, pilotem motolotniowym. 
Tworzył SdRP i SLD w województwie białostockim. Od 1990 był radnym miasta Białystok. Przez 12 lat zasiadał w sejmiku podlaskim. Po wyborach samorządowych w 2002 został jego przewodniczącym (2002–2004, 2004–2006). Reprezentował Polskę w Komitecie Regionów UE i był członkiem Polskiej Rady Informatyzacji. Współpracował z senatorem Włodzimierzem Cimoszewiczem. 
Niezależny dziennikarz, bloger, analityk polityczny, fotografik. Był jednym z czołowych działaczy ruchów antydyskryminacyjnych i na rzecz tolerancji. W 1998 otrzymał Krzyż Kawalerski Orderu Odrodzenia Polski.